# Antal Barnás
Antal Barnás (* vor 1975 in Debrecen) ist ein ungarischer Dirigent, Chorleiter und Gründer des Ungarischen Kammerphilharmonieorchesters.

## Leben
Barnás begann seine musikalische Ausbildung mit dem Studium Fagott an der Franz-Liszt-Musikakademie in Budapest und an der Universität für Musik und darstellende Kunst Wien. Es folgte ein Dirigentenstudium am Konservatorium der Stadt Wien und am Bruckner Konservatorium des Landes Oberösterreich in Linz, wo er 1995 das Studium mit der Diplomprüfung abschloss.
Seither ist er Gastdirigent bei verschiedenen Orchestern und wird zu internationalen Festivals, wie dem „Europäischen Kultursommer Aspach“ oder dem „Wolfsteiner Herbst“ eingeladen.
1999 gründete Barnás die Ungarische Kammerphilharmonie, mit der er seit dem Jahr 2000 eine Neujahrskonzerttournee in Österreich, Deutschland und der Schweiz absolviert.
Antal Barnás ist künstlerischer Leiter von Opernproduktionen in Gmunden, Győr und Budapest, seit 2003 Chorleiter der  Mödlinger Singakademie und seit 2005 Chormeister und Vorstandsmitglied des Wiener Männergesang-Vereins. Er arbeitet mit namhaften Solisten der Wiener und Budapester Staatsoper zusammen, steht für Rundfunk-, CD- und Fernsehaufnahmen am Pult und ist auch vielfach als Dirigent im Goldenen Saal des Wiener Musikvereins aufgetreten.

## Repertoire (Auswahl)
- Carl Orff: Carmina Burana
- Ludwig van Beethoven: Egmont-Ouvertüre op. 84
- Ludwig van Beethoven: 9. Sinfonie in d-Moll op. 125
- Johann Sebastian Bach: Weihnachtsoratorium BWV 248
- Georg Friedrich Händel: Messiah HWV 56
- Joseph Haydn: Die Jahreszeiten Hob. XXI:3

## Auszeichnung
- 2016 Verleihung des Berufstitels „Professor“[3]